# Marquitta
Pour plus de détails, voir Fiche technique et Distribution.
Marquitta est un film muet français réalisé par Jean Renoir, sorti en 1927.

## Synopsis
La chanteuse des rues, Marquitta, est devenue la maîtresse du prince Viasco. Celui-ci passe sur le côté vulgaire de sa compagne. En revanche le vol d'un bijou le met en fureur et il chasse Marquitta. Le temps passe, Viasco, détrôné meurt de faim à Paris sous un déguisement de chanteur Caucasien. Marquitta le retrouve, le réconforte, lui rend le bijou, ce qui déclenche une nouvelle colère. C'est Marquitta qui, cette fois, le chasse. Mais comme elle l'aime, elle le sauve du suicide et fournit la preuve que le voleur n'est autre que son père. Marquitta est maintenant une grande vedette qui ne songe qu'à se réconcilier avec Viasco.

## Fiche technique
- Titre initial : Marcheta, du nom de la chanson de Saint-Granier
- Réalisation : Jean Renoir
- Scénario : Pierre Lestringuez
- Adaptation : Jean Renoir
- Décors : Robert-Jules Garnier
- Photographie : Jean Bachelet et Raymond Agnel
- Production : Les Artistes Réunis (Marie-Louise Iribe)
- Administrateur : M. Gargour
- Distribution : Jean de Merly
- Format : Noir et blanc - Muet - 1,33:1 - 35 mm - Longueur : 2 400 mètres
- Genre : Drame
- Durée : 70 minutes
- Première présentation le 13 septembre 1927 au cinéma Aubert-Palace (Paris)

## Distribution
- Marie-Louise Iribe : Marquitta
- Jean Angelo : le prince Viasco
- Henri Debain : le chambellan, comte Dimitrieff
- Pierre Lestringuez, sous le nom de « Pierre Philippe » : le président du casino
- Pierre Champagne : un chauffeur de taxi
- Simone Cerdan : une jeune femme
- Lucien Mancini : le père adoptif
- Félix d'Aps : Granval
- Andrée Vernon

## Autour du film
- Tournage en hiver 1926 dans les studios Gaumont aux Buttes-Chaumont et en extérieur à Nice (sur la moyenne corniche)